# Kotashaan
Kotashaan, né en 1988, est un cheval de course pur-sang français, élu cheval de l'année aux États-Unis en 1993. 

## Carrière de courses
Issu de l'élevage Wertheimer, Kotashaan débute à la fin de ses 2 ans sous la férule de Christiane Head dans un maiden à Saint-Cloud. Il ouvre son palmarès deux semaines plus tard aux dépens d'un futur cheval de groupe 1, Cudas. L'année suivante, le poulain vise les classiques et s'aligne dans la première préparatoire au Prix du Jockey Club, le Prix Noailles, mais ne peut qu'y terminer cinquième, avant d'enchaîner deux victoires, dans une Listed et dans le Prix La Force. Plutôt que viser le Jockey Club, Kotashaan se rabat sur le Grand Prix de Paris, où il obtient son meilleur résultat en France, troisième de Subotica. Sixième du Prix Guillaume d'Ornano, deuxième de La Coupe de Maisons-Laffitte, Kotashaan ne semble pas au niveau des meilleurs poulains français d'une génération brillante emmenée par deux futurs lauréats du Prix de l'Arc de Triomphe, Suave Dancer et Subotica. Aussi, ses propriétaires décident de l'envoyer poursuivre sa carrière en Californie, chez Richard Mandella. 
La première saison américaine de Kotashaan est quelconque, malgré un succès initial dans une allowance à Santa Anita. Mais l'année suivante, il franchit un cap. Vainqueur d'un premier groupe en début d'année, il s'affirme peu à peu comme le meilleur cheval d'âge californien sur le gazon. En mars, il s'adjuge un premier groupe 1, le San Luis Rey Handicap, puis en enchaîne deux autres, San Juan Capistrano Handicap et le Eddie Read Handicap. Sa série s'interrompt dans le Del Mar Invitation Handicap, d'un nez face à Luazur, et reprend dans les Oak Tree Invitational Stakes, où il prend une nette revanche sur ledit Luazur. Par chance, la Breeders' Cup se déroule en cette année 1993 dans son fief de Santa Anita. Aligné dans la Breeders' Cup Turf, favori face à son rival américain Bien Bien, au tenant du titre Fraise, et à un fort contingent européen (Opera House, Hatoof, Wemyss Bight, Hernando, Apple Tree, Dernier Empereur et Intrepidity, tous vainqueurs au niveau groupe 1 en Europe), Kotashaan l'emporte et consolide un titre de cheval de l'année sur le gazon qui lui tend les bras. Mieux, il reçoit en fin d'année le titre suprême aux États-Unis, celui de cheval de l'année, aux dépens notamment du champion du mile Lure, qui vient de réaliser un doublé dans la Breeders' Cup Mile, et en l'absence d'un leader chez les 3 ans ou sur le dirt. Il devient le deuxième des trois chevaux étrangers à avoir obtenu un tel titre (après une autre Française, All Along en 1983, et avant l'Uruguayen Invasor en 2006). Kotashaan termine sa carrière du côté du Japon, avec une bonne deuxième place dans une édition de la Japan Cup remportée par le local Legacy World.  

### Résumé de carrière
| Date         | Hippodrome       | Pays        | Course                       | Statut      | Distance    | Jockey          | Place       | Écart       | Vainqueur ou deuxième |
| 1990, 2 ans  | 1990, 2 ans      | 1990, 2 ans | 1990, 2 ans                  | 1990, 2 ans | 1990, 2 ans | 1990, 2 ans     | 1990, 2 ans | 1990, 2 ans | 1990, 2 ans           |
| ------------ | ---------------- | ----------- | ---------------------------- | ----------- | ----------- | --------------- | ----------- | ----------- | --------------------- |
| 16 novembre  | Saint-Cloud      | France      | Prix Gardefeu                | Maiden      | 1 600 m     | Olivier Doleuze | 2e / 18     | encolure    | Svetlana              |
| 30 novembre  | Maisons-Laffitte | France      | Prix Manitou III             | Maiden      | 1 800 m     | Guy Guignard    | 1er / 15    | 1 ½         | Cudas                 |
| 1991, 3 ans  |                  |             |                              |             |             |                 |             |             |                       |
| 7 avril      | Longchamp        | France      | Prix Noailles                | Gr. 2       | 2 200 m     | Guy Guignard    | 5e / 9      | 5 ½         | Pistolet Bleu         |
| 30 avril     | Longchamp        | France      | Prix du Carrousel            | Listed      | 2 100 m     | Guy Guignard    | 1er / 8     | nez         | Rancher               |
| 19 mai       | Longchamp        | France      | Prix La Force                | Gr. 3       | 2 000 m     | Guy Guignard    | 1er / 6     | encolure    | Funny Baby            |
| 23 juin      | Longchamp        | France      | Grand Prix de Paris          | Gr. 1       | 2 000 m     | Guy Guignard    | 2e / 5      | 2 ¼         | Subotica              |
| 15 août      | Deauville        | France      | Prix Guillaume d'Ornano      | Gr. 2       | 2 000 m     | Guy Guignard    | 6e / 7      | encolure    | Glity                 |
| 19 septembre | Maisons-Laffitte | France      | La Coupe de Maisons-Laffitte | Gr. 3       | 2 000 m     | Guy Guignard    | 2e / 9      | 1 ½         | Tel Quel              |
| 1992, 4 ans  |                  |             |                              |             |             |                 |             |             |                       |
| 12 mars      | Santa Anita      | États-Unis  | Allowance                    |             | 1 600 m     | Chris McCarron  | 1er / 9     | 1 ¼         | Regal Groom           |
| 2 avril      | Santa Anita      | États-Unis  | San Bernardino Handicap      | Gr. 2       | 1 800 m     | Chris McCarron  | 5e / 11     | 5 ¼         | Another Review        |
| 27 avril     | Santa Anita      | États-Unis  | San Jacinto Handicap         |             | 2 000 m     | Chris McCarron  | 4e / 8      | 4 ½         | Missionary Ridge      |
| 19 novembre  | Hollywood        | États-Unis  | Allowance                    |             | 1 700 m     | Chris McCarron  | 5e / 6      | 9           | Star of Cozzene       |
| 1993, 5 ans  |                  |             |                              |             |             |                 |             |             |                       |
| 1er janvier  | Santa Anita      | États-Unis  | San Gabriel Handicap         | Gr. 3       | 1 800 m     | M. Walls        | 4e / 9      | 6 ¾         | Star of Cozzene       |
| 23 janvier   | Santa Anita      | États-Unis  | San Marcos Handicap          | Gr. 2       | 2 000 m     | Kent Desormeaux | 2e / 7      | 1           | Star of Cozzene       |
| 15 février   | Santa Anita      | États-Unis  | San Luis Obispo Stakes       | Gr. 2       | 2 400 m     | Kent Desormeaux | 1er / 8     | 7           | Carnival Baby         |
| 21 mars      | Santa Anita      | États-Unis  | San Luis Rey Handicap        | Gr. 1       | 2 400 m     | Kent Desormeaux | 1er / 4     | 1 ¼         | Bien Bien             |
| 18 avril     | Santa Anita      | États-Unis  | San Juan Capistrano Handicap | Gr. 1       | 2 800 m     | Kent Desormeaux | 1er / 5     | nez         | Bien Bien             |
| 8 août       | Del Mar          | États-Unis  | Eddie Read Handicap          | Gr. 1       | 1 800 m     | Kent Desormeaux | 1er / 6     | 3           | Leger Cat             |
| 5 septembre  | Del Mar          | États-Unis  | Del Mar Invitation Handicap  | Gr. 2       | 2 200 m     | Kent Desormeaux | 2e / 7      | nez         | Luazur                |
| 10 octobre   | Santa Anita      | États-Unis  | Oak Tree Invitational Stakes | Gr. 1       | 2 400 m     | Kent Desormeaux | 1er / 4     | 4           | Luazur                |
| 6 novembre   | Santa Anita      | États-Unis  | Breeders' Cup Turf           | Gr. 1       | 2 400 m     | Kent Desormeaux | 1er / 14    | 1/2         | Bien Bien             |
| 28 novembre  | Fuchu            | Japon       | Japan Cup                    | Gr. 1       | 2 400 m     | Kent Desormeaux | 2e / 16     | 1 ¼         | Legacy World          |

## Au haras
Kotashaan resta au Japon après la Japan Cup pour y faire la monte, acquis par des éleveurs locaux. Il y demeure jusqu'en 2000, lorsqu'il est acheté par le haras irlandais Ballycurragh Stud. Sa carrière d'étalon est un échec à peu près absolu, Kotashaan ne parvenant pas à donner le moindre cheval de groupe.

## Origines
Kotashaan est un fils du grand étalon de l'Aga Khan Darshaan, père notamment de Dalakhani et surtout grand père de mères (High Chapparal, Sendawar, Marienbard, Alexander Goldrun...) 
Haute Autorité, la mère, élevée aux États-Unis par les Frères Wertheimer, n'a connu le succès ni sur les pistes, ni au haras - hormis avec Kotashaan. La deuxième mère, Première Danseuse, deuxième du Prix de la Nonette, a également donné Bubbling Danseuse (par Arctic Tern), deuxième du Prix de Sandringham et de Ma Pavlova (par Irish River), deuxième du Prix du Calvados,  

### Pedigree
| Origines de Kotashaan (FR), mâle né en 1988 | Origines de Kotashaan (FR), mâle né en 1988 | Origines de Kotashaan (FR), mâle né en 1988 | Origines de Kotashaan (FR), mâle né en 1988 |
| ------------------------------------------- | ------------------------------------------- | ------------------------------------------- | ------------------------------------------- |
| Père Darshaan                               | Shirley Heights                             | Mill Reef                                   | Never Bend                                  |
| Père Darshaan                               | Shirley Heights                             | Mill Reef                                   | Milan Mill                                  |
| Père Darshaan                               | Shirley Heights                             | Hardiemma                                   | Hardicanute                                 |
| Père Darshaan                               | Shirley Heights                             | Hardiemma                                   | Grand Cross                                 |
| Père Darshaan                               | Delsy                                       | Abdos                                       | Arbar                                       |
| Père Darshaan                               | Delsy                                       | Abdos                                       | Pretty Lady                                 |
| Père Darshaan                               | Delsy                                       | Kelty                                       | Venture                                     |
| Père Darshaan                               | Delsy                                       | Kelty                                       | Marilla                                     |
| Mère Haute Autorité                         | Elocutionist                                | Gallant Romeo                               | Gallant Man                                 |
| Mère Haute Autorité                         | Elocutionist                                | Gallant Romeo                               | Juliet's Nurse                              |
| Mère Haute Autorité                         | Elocutionist                                | Strickly Speaking                           | Fleet Nasrullah                             |
| Mère Haute Autorité                         | Elocutionist                                | Strickly Speaking                           | Believe Me                                  |
| Mère Haute Autorité                         | Première Danseuse                           | Green Dancer                                | Nijinsky                                    |
| Mère Haute Autorité                         | Première Danseuse                           | Green Dancer                                | Green Valley                                |
| Mère Haute Autorité                         | Première Danseuse                           | Opalia                                      | Cambremont                                  |
| Mère Haute Autorité                         | Première Danseuse                           | Opalia                                      | Optimistic (famille 19-a)                   |